# Kniha Jóel
Kniha Jóel nebo též Kniha proroka Jóela (hebrejsky ספר יואל‎, sefer Jo'el) je jednou ze starozákonních prorockých knih. Řadí se mezi menší proroky. Jméno proroka, jehož výroky obsahuje, je podle knihy samotné „Jóel, syn Petúelův“. O tomto prorokovi však nic nevíme. Jméno Jóel je ve Starém zákoně celkem obvyklé, znamená „Jóh je bůh“ („Jóh“ je zkrácená podoba Božího jména). Většinou se uvádí, že Jóel, pro svůj úzký vztah k chrámu a chrámové bohoslužbě, je jedním z kultovních proroků.

## Datace knihy
Knihu nelze s jistotou datovat, protože neobsahuje žádné popisy událostí, které by odkazovaly na konkrétní dobu. Menší část badatelů klade působení Jóela do doby krále Jóšijáše, většina pak do doby poexilní (tj. od druhé pol. 6. století). K přesnější dataci mohou vést následující indikace:
- Nikoli král, ale celý lid je volán k pokání; monarchie tedy pravděpodobně neexistuje.
- Nejsou zde zmínky o Babylonii, zdá se tedy, že již byla pohlcena Perskou říší.
- Chrám existuje, tj. proroctví muselo být vysloveno po roce 515 př. n. l., kdy by Jeruzalémský chrám obnoven.
- Fénická města Týros a Sidón stále existují; proroctví tedy muselo být vysloveno před rokem 343 př. n. l. (zničení Sidónu) nebo alespoň před r. 332 př. n. l. (zničení Týru).

## Obsah knihy
Kniha se skládá ze dvou velkých bloků.
- 1 – 2  Rána kobylek spojená se suchem; celonárodní katastrofa.
- 3 – 4  Den Hospodinův

(Pozn.: Existují různá číslování kapitol a veršů, některá vydání Bible mají pouze 3 kapitoly)
V případě kobylek popisuje Jóel tuto ránu a její důsledky spojené navíc se suchem. Jóel k popisu přírodní katastrofy klasických obrazů celosvětové katastrofy a volá celý národ do chrámu k pokání a modlitbě. Následující sekce popisuje zvrat událostí; Bůh se slitoval nad svým lidem. Izrael (prorok) má naději nejen v tuto úlevu, ale ve víře v Boží věrnost i v konečné vítězství Izraele.
Celá kniha se soustřeďuje na téma Boží přítomnosti uprostřed svého lidu. Lid má uznat a rozpoznat Jeho přítomnost ve svém středu. Tato Boží přítomnost je zárukou jeho pomoci a spásy.